# Братья и сёстры свободного духа
Братья и сёстры свободного духа (Братья свободного духа; нем. Brüder und Schwestern des freien Geistes; фр. Libre-Esprit; англ. Brethren of the Free Spirit) — общее название последователей сектанского движения, процветавшего в XIII—XIV веках.
Возникновение секты связывают с учениями Амальрика Бенского и Ортлиба Страсбургского. В названии аллюзия на стих Библии: «…где Дух Господень, там свобода.». На появление секты обратили внимание в 1270 году, когда Альберт Великий предпринял попытку изучения группы верующих с убеждениями радикально-мистического характера Последователи отчасти принимали духовную сторону христианства, отрицая необходимость церковной организации и духовенства. Проповедовали пантеизм, считая, что нет различия между Богом и человеком. Выступали против социального неравенства, утверждая наивный коммунизм c общностью имущества. В секте практиковались свободные отношения между полами и свободная любовь.
Братство получило распространение в XIII—XIV веках. После осуждения папой римским Климентом V на Вьеннском соборе в 1311 году и преследования инквизицией в XV веке перестало существовать. Отдельные группы присоединились к гуситам.
Полагают, что автор трактата «Зерцало простых душ» Маргарита Поретанская имела отношение к данной ереси. Также авторство многих произведений Братьев свободного духа приписывалось Майстеру Экхарту.